# Прелетен скакалец
Прелетните скакалци (Locusta migratoria) са вид насекоми от семейство Полски скакалци (Acrididae).
Таксонът е описан за пръв път от Карл Линей през 1758 година.

## Подвидове
- Locusta migratoria burmana
- Locusta migratoria capito
- Locusta migratoria cinerascens
- Locusta migratoria manilensis
- Locusta migratoria migratoria
- Locusta migratoria migratorioides
- Locusta migratoria tibetensis